# 啟示錄中的兩個見證人
啟示錄中的兩個見證人是指基督教圣典《圣经》的最后一本书即用希腊语写成的《新约》的最后一本书──《启示录》第11章里提到的两个人。两个见证人传讲上帝给他们的信息，然后被从无底坑上来的兽──敌基督杀死并暴尸大街三天半。最后复活被提到天上。

## 圣经译文(和合本)
3 我要差遣兩個穿著麻衣的見證人；他們要傳講上帝的信息一千兩百六十天。」
4 那兩個見證人就是站在世界之主面前的兩棵橄欖樹和兩個燈臺。
5 如果有人想傷害他們，他們會從口中吐出火焰，燒死敵人。所以，誰想傷害他們，誰就被殺。
6 他們有權封閉天空，在他們宣佈上帝信息的日子，叫天不下雨。他們也有權掌管各水源，使水變成血，也有權隨時隨意用各種災難打擊大地。
7 他們宣佈了信息之後，那從無底深淵出來的獸要對他們作戰，擊敗他們，把他們殺了。
8 他們的屍首將倒在大城的街上，就是他們的主被釘十字架的地方。這城的象徵名字叫所多瑪或埃及。
9 從各民族、各部落、各語言，和各國家，有人要來看他們的屍首三天半，不准人安葬他們。
10 地上的人要因他們的死而歡樂。大家慶祝，交換禮物，因為這兩個先知曾經使地上的人受大苦難。
11 過了三天半，有生命的氣息從上帝那裏來，進入他們裏面，他們就站立起來；看見的人大大驚惶。
12 兩個先知聽見從天上來的大聲音對他們說：「上這裏來！」他們就在敵人的注視下駕雲升天。
13 正在那時，地大震動，那城倒塌了十分之一，因地震而死的達七千人。剩下的人非常害怕，都頌讚天上上帝的偉大。

## 聖經譯文（恢復本）
3 我要使我那兩個見證人（摩西和以利亞），穿著麻衣，說豫言一千二百六十天。
4 他們就是那兩棵橄欖樹，兩個燈臺，立在全地之主面前的。
5 若有人想要傷害他們，就有火從他們口中出來，燒滅仇敵。凡想要傷害他們的，都必這樣被殺。
6 這二人有權柄，在他們說豫言的日子，將天閉塞，叫天不下雨；又有權柄掌管眾水，將水變為血，並且能隨時隨意用各樣的災害擊打地。
7 他們作完見證，那從無底坑上來的獸，必與他們爭戰，並且勝過他們，把他們殺了。 
8 他們的屍首倒在那大城的街道上；這城按著靈意叫所多瑪，又叫埃及，就是他們的主釘十字架的地方。
9 有人從各民族、各支派、各方言、各邦國，來觀看他們的屍首三天半，又不許把屍首放在墳墓裏。
10 住在地上的人，就為他們歡喜快樂，彼此饋送禮物，因為這兩位申言者曾叫住在地上的人受痛苦。
11 過了這三天半，有生命之氣從神那裏進入他們裏面，他們就站起來，叫看見的人大大害怕。
12 兩位申言者聽見有大聲音從天上來，對他們說，上到這裏來。他們就駕著雲上了天，他們的仇敵也看見了。
13 正在那時候，地大震動，城就倒塌了十分之一，因地震而死的人有七千名，其餘的都驚恐，將榮耀歸與天上的神。

## 对这段经文的解释
不同的教派对这段文字的理解非常不同，所引用的论据也不一样。很多理解都是猜测。因此在此列出不同的理解。
但這裡仍須注意的是，由於啟示錄在各方面都堪稱是難以理解的經文，彼得在彼得後書第三章15節、16節即指出：「並且要以我主長久忍耐為得救的因由，就如我們所親愛的兄弟保羅，照著所賜給他的智慧寫了信給你們。」（彼後三15）、「他一切的信上也都是講論這些事。信中有些難明白的，那無學問、不堅固的人強解，如強解別的經書一樣，就自取沉淪。」（彼後3:16），因此對於在理解啟示錄中的任何經文時，需要特別留意，以免陷入通俗或屬世的理解甚至異端的私意解經裡。

### 啟示錄
警戒增減這書上的預言

22:18 我向一切聽見這書上預言的作見證，若有人在這預言上加添甚麼，　神必將寫在這書上的災禍加在他身上；

22:19 這書上的預言，若有人刪去甚麼，神必從這書上所寫的生命樹和聖城刪去他的分。

22:20 證明這事的說：「是了，我必快來！」阿們！主耶穌啊，我願你來！

22:21 願主耶穌的恩惠常與眾聖徒同在。阿們！

### 耶和华见证人
耶和华见证人认为这两个人是启示录提到的144000名忠心的受圣灵膏立的基督徒。并指出他们要有坚忍的美德，因为他们必须“穿着粗布的哀服”传讲上帝的信息。
- “在圣经时代，穿粗布是悲伤或哀恸的象征。（创世记37:34；约伯记16:15，16；以西结书27：31）
- 粗布让人联想到上帝的先知必须宣布的毁灭信息或哀伤信息。（以赛亚书3:8，24-26；耶利米书48:37；49:3）
- 穿粗布可以表示，人听到上帝的警告后谦卑悔改。（约拿书3:5）

两个见证人身穿粗布的哀服看来显示，他们谦卑自抑、坚忍不拔地宣扬耶和华的判决。两个见证人传讲上帝施行报应的日子，指出这也是令列国哀恸的日子。（申命记32:41-43）
约翰预表的群体（受膏基督徒）必须传讲这个信息一段特定的时间：1260日。这相等于42个月，也就是圣城被列国践踏在脚下的时间。见证人认为这段时间的长短该按字面意义理解，因为预言用两种方式表达同一段时间，首先以月计，然后以日计。在主的日子起头，有一段特别的时期正好是三年半，当时上帝子民的艰辛经历跟这里预告的情况吻合。